# Stanley McCormick
Pour les articles homonymes, voir McCormick.
Pas d'image ? Cliquez ici

a Compétitions nationales et continentales officielles uniquement.

b Matchs officiels uniquement.
Stanley McCormick, né le 5 juillet 1923 à Oldham et mort le 30 juillet 1999,, était un joueur de rugby à XIII anglais évoluant au poste d'ailier dans les années 1940 et 1950 devenu ensuite entraîneur. Il a notamment joué pour St Helens RLFC où il s'y trouve au temple de la renommée avant de partir pour Warrington. Il a également été international britannique.